# Щербанівська школа
Щербанівський навчално-виховний комплекс Полтавської районної ради Полтавської області

## Історія створення навчального закладу
До Жовтневого перевороту діти села Щербані навчались у Нижньомлинській церковно-приходській школі.
У 1912 році була відкрита школа в залишеному будинку пана Петровського в населеному пункті Петровщина (зараз село Щербані), директором її був призначений Борисенко Віктор Іванович.
У 1931 році загальними зборами громадян села Щербані ухвалено рішення спорудити в центрі села будинок семирічної школи методом народної будови. Вже у 1932 році будівництво школи було закінчено. Будівля не поступалася школам м. Полтави: просторі світлі кімнати та квартири для вчителів. Директором школи знову став Борисенко Віктор Іванович. На цій посаді він був до Другої Світової війни.
Під час війни в приміщенні школи був розташований табір для солдатів та офіцерів німецької армії, які відмовлялися воювати. Відступаючи, фашисти спалили приміщення школи та всі будівлі, закидали гранатами колодязі.
З жовтня 1943 року розпочато навчання дітей у пристосованому під школу будинку, в якому було дві маленькі кімнати. Учнів було близько 150, а тому навчання проводилися у дві зміни. До липня 1949 року завідувачкою школи була Луценко Ганна Федорівна. Потім завідувачем школи був призначений Сліпець Іван Омелянович, який очолював її до реорганізації у Щербанівську середню школу.
У 1956 році держава виділила кошти на відбудову спаленого фашистами приміщення семирічної школи. За допомогою правління колгоспу і голови правління Гергеля Трохима Васильовича та громадськості села приміщення школи було відбудовано. 1 вересня 1956 року діти отримали просторі світлі класні кімнати. З ростом населення села збільшувалася і кількість учнів. Учні 5—10 класів навчались у різних міських школах, долаючи щоденно по 7 кілометрів, що відображалося на їх успішності. Назріла необхідність у будівництві нового приміщення середньої школи. За ініціативою директора радгоспу ім. Т. Г. Шевченка Осипчука Володимира Васильовича та за його особистого сприяння у 1975 році на центральній садибі радгоспу, за типовим проектом, збудовано нове приміщення Щербанівської середньої школи на 360 місць. Директором школи став Колодяжний Олександр Юхимович. 1 вересня 1975 року дітвора переступила поріг новозбудованої Щербанівської середньої школи.
На даний час у школі працює 15 вчителів. За період з 1975—2016 закінчили школу із Золотою медаллю — 26 випускників та із Срібною медаллю — 19 випускників.

## Керівники навчального закладу
Керівниками навчального закладу у різні часи були: Борисенко Віктор Іванович, Луценко Ганна Федорівна, Сліпець Іван Омелянович.
З 1975 року Щербанівську середню школу очолив директордир Колодяжний Олександр Юхимович.
На даний час посаду директора навчального закладу займає  Драч Наталія Володимирівна

## Шкільний музей народознавства «До народних джерел»
Здійсненню навчання та виховання в дусі національних засад сприяє робота шкільного музею народознавства «До народних джерел». Експонатами музею є елементи народного одягу, керамічний та дерев'яний посуд, вишивані рушники, знаряддя праці та інші ужиткові предмети, що побутували в ХІХ — на початку ХХ ст. Найбільш поширеними формами у роботі музею стали уроки народознавства, заочні подорожі по рідному краю, екскурси в минуле, фольклорні свята, свята рідної мови. Прекрасним доповненням експозиції шкільного музею є твори живопису і графіки місцевих художників.